# Kétoupa brun
Ketupa zeylonensis
Espèce
Synonymes
- Strix zeylonensis Gmelin, 1788 (protonyme)
- Bubo zeylonensis (Gmelin, 1788)

Statut de conservation UICN

 LC  : Préoccupation mineure
Statut CITES
Le Kétoupa brun ou kétoupa pêcheur (Ketupa zeylonensis ou Bubo zeylonensis) est une espèce d'oiseaux de la famille des Strigidae. C'est un hibou piscivore de grande taille vivant en Asie. Il pêche le plus souvent depuis un perchoir surplombant l'eau mais peut aussi à l'occasion « pêcher à pied » en eau peu profonde à la recherche d'amphibiens ou d'invertébrés d'eau, comme les autres hiboux pêcheurs.
Le nom kétoupa provient du malais ketupok, ou burrong ketupok, terme qui désigne en Malaisie le kétoupa malais, mais cette dénomination s'est finalement étendue à l'ensemble des oiseaux du genre. Zeylonensis est une latinisation pour "de Ceylan", c'est-à-dire du Sri Lanka, où l'oiseau est abondant, due à Johann Friedrich Gmelin qui a décrit cette espèce.
Son nom est utilisé pour les hélicoptères EC135 de la Gendarmerie Nationale française.

## Distribution et statut

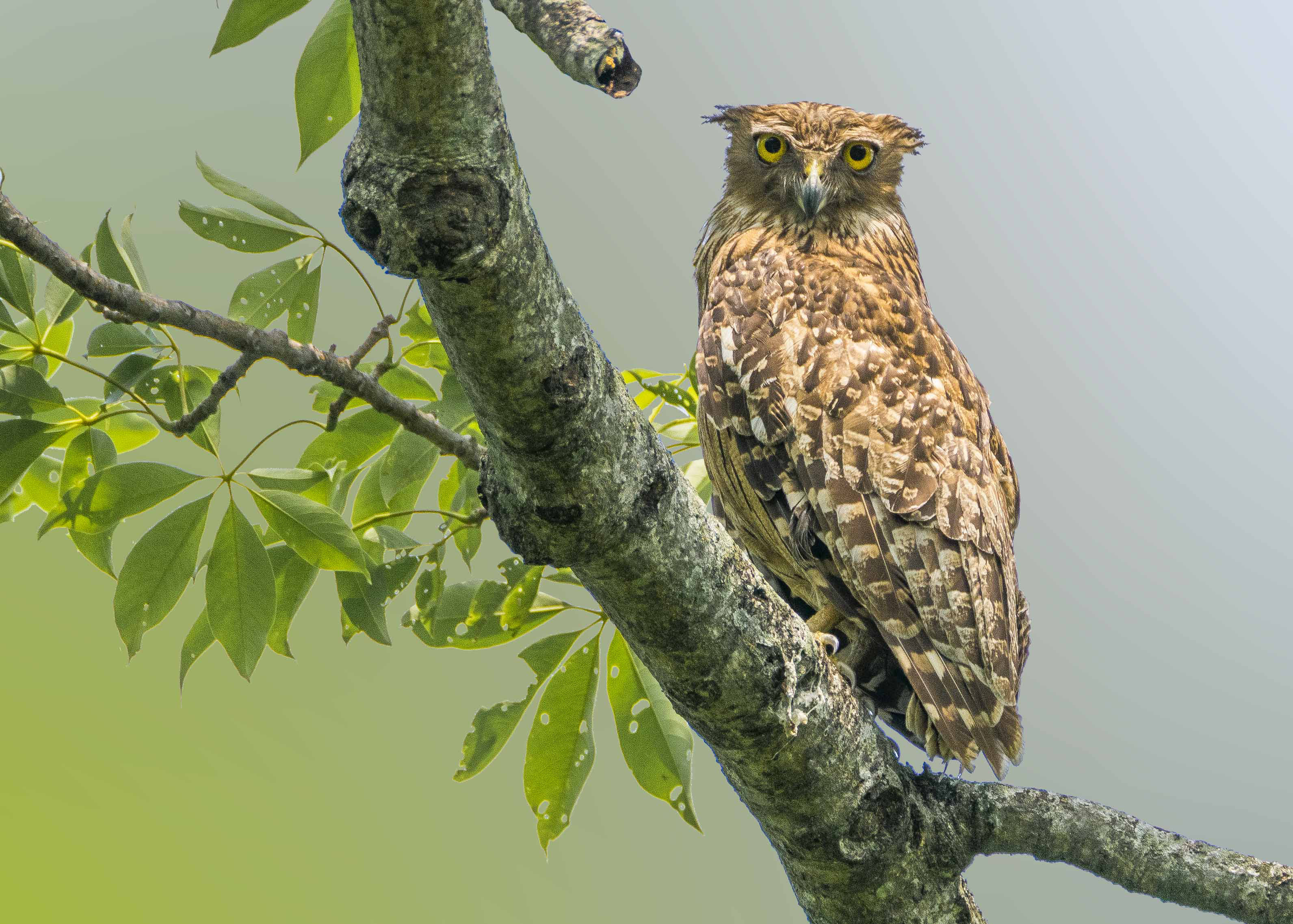
Ketoupa Brun

### Répartition et habitat
Le kétoupa brun occupe une large frange bordant l'Asie du Sud depuis le sud-ouest de la Turquie jusqu'au sud-est de la Chine et à la péninsule Malaise à l'est. On le trouve aussi au nord en Mandchourie, en Iran et au Pakistan localement, en Inde ou encore au Sri Lanka.
Ce rapace affectionne les forêts de plaine situées dans le voisinage immédiat de rivières ou de lacs. Il s'installe aussi parfois dans les plantations, particulièrement les rizières, et près des habitations. Localement on peut le rencontrer jusqu'à 1500 m.

### Statut
Pendant longtemps le kétoupa brun a été considéré éteint au Proche-Orient qu'il peuplait à l'origine, jusqu'à la découverte d'une population dans la région d'Antalya en Turquie en 2009. Néanmoins il s'agit d'une population reliquaire composée d'une poignée d'individus et dont l'avenir par conséquent reste très incertain. De même dans les autres régions du Proche-Orient où il pourrait se trouver il est sans conteste extrêmement rare et même très probablement éteint comme en Israël depuis 1975.
C'est donc en Asie du Sud et du Sud-Est que se trouve la majorité de ses populations. Il est même très commun au Sri Lanka et assez répandu en Inde. Ainsi l'UICN le considère comme de « Préoccupation mineure ».
Cependant il est fort probable que les tendances actuelles de la déforestation et la dégradation de l'état des cours d'eau nuisent à cet oiseau. Par ailleurs, il souffre localement de persécutions humaines, par exemple en Inde où c'est près de 1000 rapaces nocturnes (dont des kétoupas bruns) qui sont tués lors du Festival de magie noire de Diwali, qui doit selon la croyance protéger du mauvais sort.

## Description
C'est un oiseau imposant d'une longueur de 50 à 58 cm pour une envergure de 125 à 140 cm et un poids dépassant généralement le kilogramme. Il n'y a pas de dimorphisme sexuel, mais la femelle est en moyenne plus lourde que le mâle d'environ 200 g.
Le plumage du kétoupa pêcheur est à dominante brun-roux et de teinte foncée, même s'il existe de nombreuses variations par sous-espèce et par individu. Les parties supérieures sont châtain clair, les ailes sont jaunes ternes et barrées de blanc et de brun. La poitrine est fauve roux à brun pâle et rayée de fines bandes longitudinales plus sombres que le reste du corps.
La tête est foncée en contraste avec le reste du plumage et légèrement aplatie à son sommet, ce qui met d'autant plus en valeur les grandes aigrettes érectiles du hibou, disposées horizontalement. Le disque facial est peu marqué. Il faut noter également le haut du cou et la gorge bien blancs avec quelques mouchetures brunes ou noires. La gorge blanche est particulièrement visible lorsqu'elle est gonflée quand l'oiseau est dans un état d'excitation, et apparait sous la forme d'un collier blanc lorsque l'oiseau est au repos. Les yeux sont gros et jaunes d'or.

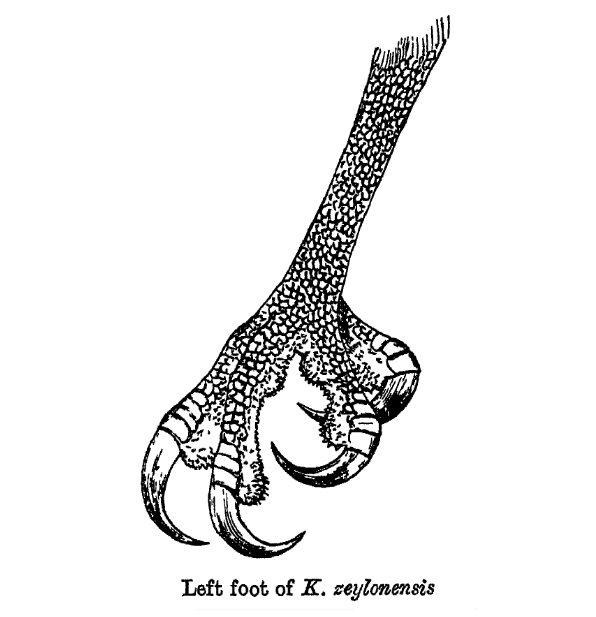
Serres de Ketupa zeylonensis par William Thomas Blanford en 1895

Les pattes sont plus ou moins revêtues de plumes selon les régions qu'il habite. Les hiboux vivant dans les pays tropicaux ont les pattes nues, ceux de l'Himalaya et des montagnes de Chine portent quelques plumes sur la face antérieure des jambes, dont l'arrière est lui totalement recouvert ; quant à ceux habitant le Nord-Ouest de l'Asie ils sont entièrement bottés. Les serres sont couvertes d'écailles adaptées à la prise du poisson.
Les juvéniles ont un premier duvet blanchâtre. Jusqu'à environ la deuxième année les jeunes restent plus pâles et plus ternes que les adultes.
En vol les ailes sont rondes et les longues pattes bien visibles.
Le kétoupa brun partage son aire de répartition avec deux hiboux pêcheurs en partie sympatrique : le kétoupa malais et le kétoupa roux, qui lui ressemblent et peuvent compliquer l'identification. Cependant le kétoupa malais est légèrement plus petit et a le dessous moins barré ; tandis que le kétoupa roux, de même taille, a une face plus pâle et les parties inférieures sont unies.

## Comportement

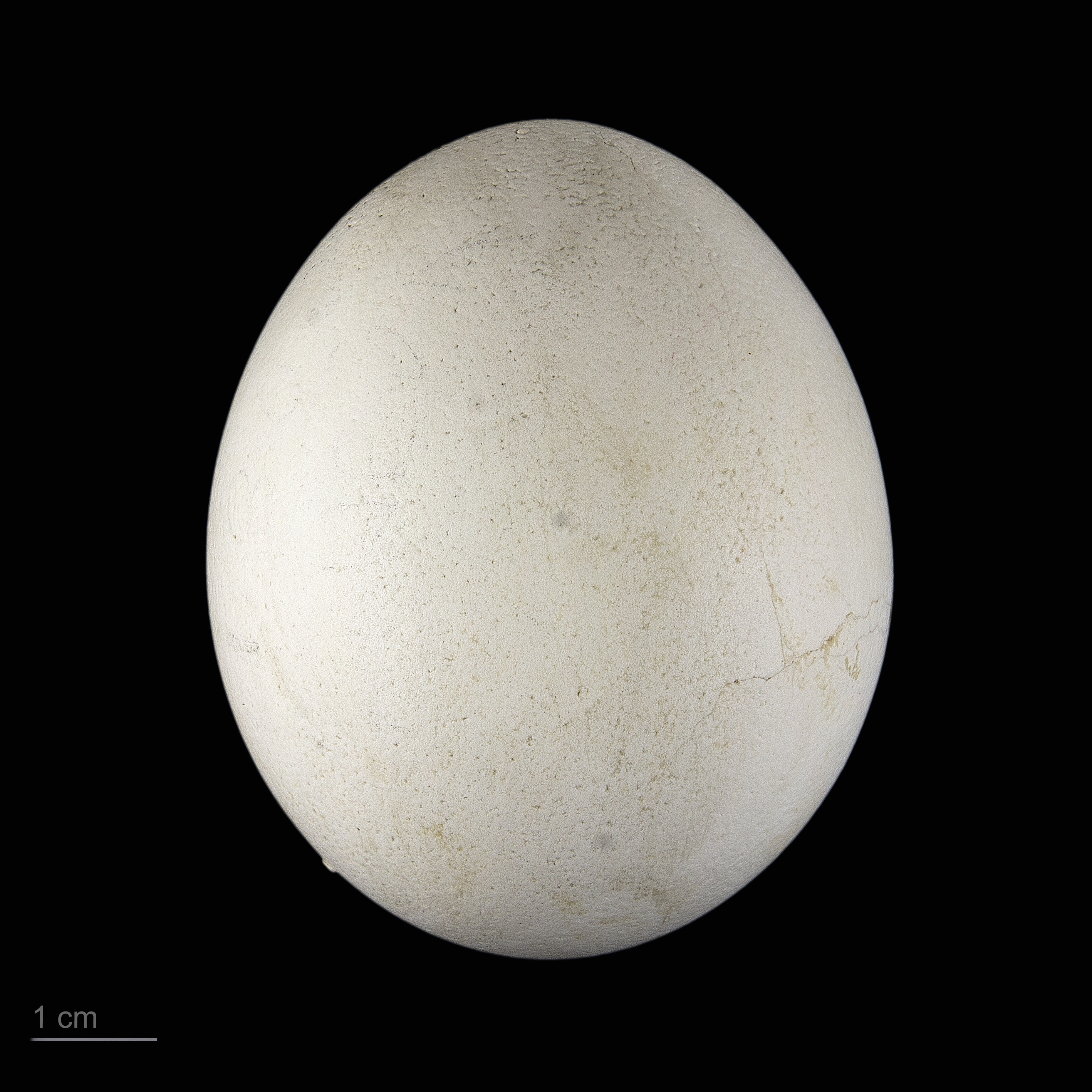
Œuf de Ketupa zeylonensis - Muséum de Toulouse

Son régime alimentaire est essentiellement composé de poissons et de crustacés d'eau douce. Cependant, il se nourrit également de petits mammifères, de couleuvres, de lézards ou encore de grenouilles, d'insectes, d'oiseaux de la taille d'un faisan et, parfois, de charognes. Il utilise pour pêcher deux techniques très différentes selon le milieu où il se trouve. Il descend dans les eaux superficielles et avance en guettant. Si une proie passe à proximité, il la harponne de ses serres. Si la rivière est profonde, il reste à l'affût sur une branche du rivage et s'élance toutes serres dehors sur les poissons qui nagent en surface. Quelquefois il chasse aussi en volant lentement au-dessus de l'eau avec les pattes pendantes.
On sait peu de choses sur les mœurs reproductrices de ce hibou pêcheur. Le nid est généralement construit sur un très grand arbre, mais il semble qu'il s'installe fréquemment dans des refuges abandonnés par d'autres oiseaux et également à même le sol. La ponte qui, en principe, a lieu entre février et avril, comporte deux œufs, exceptionnellement trois.
C'est en outre un oiseau territorial. Les mâles défendent leur territoire en intimidant les autres prétendants, pour cela ils émettent des chants graves portant loin et font gonfler leur gorge blanche dès lors bien apparente. Cette posture est aussi adoptée lorsque l'oiseau se sent menacé.

## Taxinomie

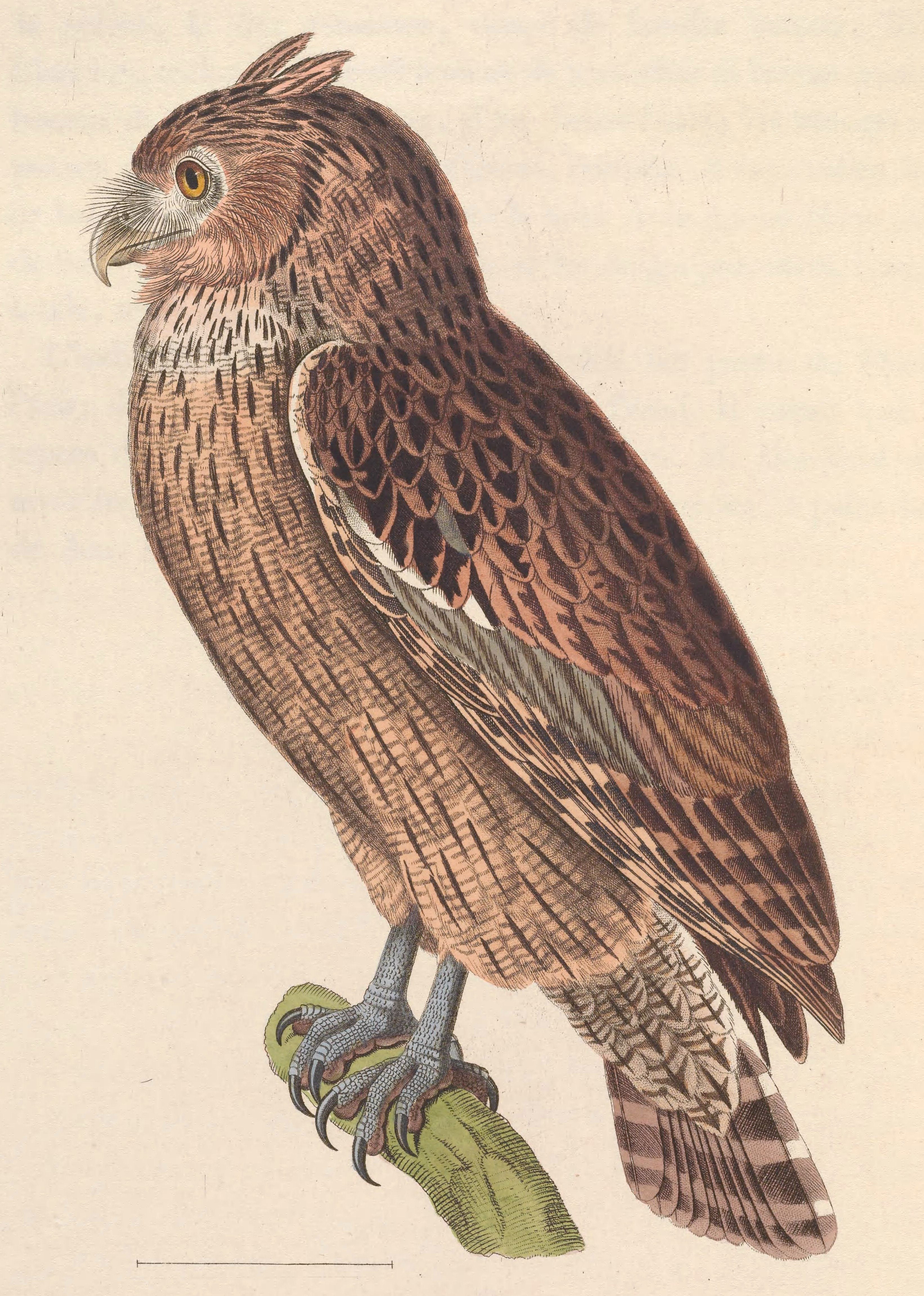
Planche de 1838 représentant la sous-espèce Ketupa zeylonensis leschenaultii.

D'après la classification de référence (version 14.1, 2024) de l'Union internationale des ornithologues, le Ketupa brun possède 4 sous-espèces (ordre philogénique) :
- Ketupa zeylonensis semenowi Zarudny, 1905 : présente dans le sud-ouest de la Turquie et dans les foyers de population sporadiques jusqu'au Pakistan.
- Ketupa zeylonensis leschenaultii (Temminck, 1820) : présente en Inde, Birmanie et Thaïlande, plus grande et plus pâle que les autres.
- Ketupa zeylonensis zeylonensis (Gmelin, JF, 1788) : la sous-espèce nominale, cantonnée au Sri Lanka, plus petite et plus sombre que les autres.
- Ketupa zeylonensis orientalis Delacour, 1926 : présente du nord-est de la Birmanie jusqu'au sud-est de la Chine, en passant par Taïwan ou la Malaisie. La plus sombre et la plus répandue.

K. z. semenowi est peut-être une espèce séparée d'après van den Berg et al. (2010).